# 艾辛河渡口
在托爾金（J. R. R. Tolkien）奇幻小說的中土大陸裡，艾辛河渡口（Fords of Isen）是艾辛河（Isen）上的渡口，該處由洛汗人（Rohirrim）戌守。艾辛河渡口是由艾辛河進入洛汗（Rohan）的唯一通道，在戰略上有非常重要的作用。
在魔戒聖戰（War of the Ring）時期，艾辛河渡口發生過兩場戰伇。第一次爆發於第三紀元3019年2月23日，另一次則爆發於第三紀元3019年3月2日。對戰雙方是薩魯曼（Saruman）的強獸人（Uruk-hai）軍隊對洛汗的洛汗軍隊。
希優德（Théodred）及伊歐墨（Éomer）曾竭力阻止葛力馬·巧言（Gríma Wormtongue）迷惑洛汗國王希優頓（Théoden），但都失敗了。

## 第一次艾辛河渡口之役
希優頓的兒子希優德收到斥候的報告，顯示艾辛格（Isengard）正在召集軍隊。駐守在渡口兩旁的希優德立即把三個連的騎兵調到東面渡口防守。希優德則在晨曦下率領一支主要由射手和騎兵組成的部隊渡過艾辛河，意欲突襲強獸人部隊。
不過，薩魯曼騙了斥候，他早已派遣軍隊進襲渡口。在渡口以北的二十哩，希優德遭遇強獸人軍隊的先鋒，希優德迅速擊潰了敵人，轉而應付強獸人主力軍隊。強獸人軍隊早料到此，在滿佈尖矛的壕溝後應戰，艾辛格的救兵迅速趕至，洛汗軍隊不敵，強獸人欲聚殲洛汗軍隊。希懮德匆忙地下令撤退，強獸人卻並未那麼容易被擺脫的，洛汗軍隊的後軍統領葛林伯（Grimbold）屢次擊潰追兵。
薩魯曼軍隊的規模雖然較小，但極具威脅，軍隊裡包括登蘭德人（Dunlendings）騎士、座狼（Warg）騎士、半獸人及強獸人戰士。渡口東面的洛汗守軍也被擊退，強獸人又從東面渡過艾辛河，兩面夾擊希優德。希優德率旗下的部隊徒步到達一個小島，掩護葛林伯撤退。與此同時，葛林伯在渡口西面也受到猛烈攻擊，他看見希優德的部隊正被驅趕到一個小山上，葛林伯馬上趕去希優德那裡。希優德意圖突破強獸人軍隊的防線，希優德在突圍期間戰死，他被一名強獸巨人殺死，葛林伯趕到，斬殺該強獸巨人，守護著希優德的遺體，如非艾海姆（Elfhelm）來援，葛林伯也恐怕難逃一死。
艾海姆正率領四個連的部隊前往聖盔谷（Helm's Deep），途中發現了兩名座狼騎士，他全速趕往艾辛河渡口，了解到那裡的狀況，他隨即下令進攻，迅速佔領了西面渡口，轉而趕往小島，突襲強獸人，強獸人蒙受重大損失並撤退。當艾海姆抵達小島時，見葛林伯竭力抵抗著兩名巨型半獸人，守護著希優德的遺體。艾海姆親自擊殺一名巨型半獸人，葛林伯則殺了另一名。
當他們搬動希優德的屍體時，發現希優德還未死透，直至說：「讓我死在這裡，等候伊歐墨來。」後才死去。洛汗人雖守著了艾辛河渡口，但也損失慘重，並且失去了指揮官。

## 第二次艾辛河渡口之役
駐守西谷的鄂肯布蘭德（Erkenbrand）接管了渡口，鄂肯布蘭德趕到艾辛河渡口，葛林伯已控制了渡口，艾海姆認為渡口的防守薄弱，不適合在渡口駐防，但葛林伯卻不願意完全放棄渡口。後來，雙方達成了共識。
葛林伯將步兵佈防在渡口，艾海姆則在預料敵人來犯的東面駐守。
薩魯曼派遣少量軍隊來犯，但數量已超過守軍，迫使葛林伯渡河撤退。葛林伯據守東面渡口，等待艾海姆來援。
座狼騎士已縱入葛林伯及艾海姆兩軍之間的空擋，欲聚殲艾海姆。雖然艾海姆知道葛林伯陷入困境，但他也無能為力，只得向東撤退。葛林伯看見北方及艾辛格的方向亮起了火把，薩魯曼的援軍正向葛林伯進逼，葛林伯依然死守不退。
葛林伯的洛汗軍隊遭到圍攻，艾辛格軍隊未能突破葛林伯的防線，葛林伯知道不可再這樣下來。在沒有援軍的情況下，葛林伯開始嘗試突圍，他在東面防線讓出一個缺口讓騎兵通過。騎兵分為兩組，同時向北面及南面發動進攻，以制造混亂，其餘的士兵則趁夜色圍逃亡。

## 後果
薩魯曼成功打通了一部分前往洛汗的道路，準備攻下聖盔谷。
不過，薩魯曼高估了他的勝算，洛汗人雖蒙受重大損失，但傷害卻並非傳言那般大。在艾辛河渡口倖存的洛汗人加入鄂肯布蘭德的軍隊裡，並接受甘道夫的召集，反擊侵攻聖盔谷的薩魯曼大軍。部分艾海姆的部下被派遣到梅杜西（Meduseld），防備座狼騎士的突擊。